# Csurgovics János
Csurgovics János (ruszin  nyelven: Иван Чургович; Újkemence, 1791. január 6. – 1862. október 2.) teológiai doktor, görögkatolikus nagyprépost.

## Élete
Atyja görögkatolikus lelkész volt; középiskoláit Ungváron és Pesten végezte. Fölvétetvén a munkács-egyházmegyei papnövendékek közé, a hittani négyéves kurzust az ungvári teológiai líceumban végezte. 1817-ben áldozópappá szentelték, mire ugyanott mint gimnáziumi tanár működött. 1819-ben a Hippói Szent Ágostonról címzett bécsi felsőbb papképző intézetbe küldték, ahol 1823-ban teológiai doktor lett. Hazatérte után hajdúböszörményi lelkész volt három évig; 1827-ben Ungvárra, főgimnáziumi igazgatóvá s kanonokká nevezték ki. 1831-ben Pocsy püspök halála után káptalani helynöknek választották meg. Nagypréposttá csak 1844-ben lett előléptetve, minthogy Popovics Bazil püspökkel éles viszálykodásban élt. Kitűnt mint hatásos egyházi szónok, kiváló pedagógus és képzett teológus.

## Munkái
Értekezései: A figyelemről és a De dispensationibus ecclesiasticis, lefordítva: Az egyházi felmentésekről, megjelentek a Felvidéki Sionban (1889. és 1890.); De dissolubilitate matrimonii ex capite adulterii, rutén nyelvre lefordítva megjelent a Lisztok című folyóiratban (1888, fordította Zsatkovics Kálmán).
Kéziratban: Ünnepi, vasárnapi, nagyböjti és gyászbeszédek (magyar nyelven); Vasárnapi, ünnepi és nagyböjti szent beszédek (18 szent beszéd rutén nyelven); ezek közül egy füzet megjelent mint a Felvidéki Sion melléklete (Ungvár, 1889, ford. Zombory Kornél); Paedagogia és Methodica, tankönyv (rutén és magyar nyelven).